# バディン区
バディン区（バディンく、ベトナム語：Quận Ba Đình / 郡𠀧亭）は、ベトナム社会主義共和国の首都ハノイ市に存在する区 (郡)。
黎朝までのベトナム歴代王朝の都タンロンだった場所で、現代においてもベトナム共産党本部、国会議事堂や主席宮殿、中央省庁といったベトナムの政府・党の重要機関やホー・チ・ミン廟などが置かれている。

## 行政
バディン区は14の坊を管轄している。
- コンヴィ（Cống Vị / 貢渭）
- ディエンビエン（Điện Biên / 奠邊）
- ドイカン（Đội Cấn / 隊艮）
- ザンヴォー（Giảng Võ / 講武）
- キムマー（Kim Mã / 金馬）
- リエウザイ（Liễu Giai / 柳街）
- ゴクハ（Ngọc Hà / 玉河）
- ゴクカイン（Ngọc Khánh / 玉慶）
- グエンチュンチュック（Nguyễn Trung Trực / 阮忠值）
- フックサー（Phúc Xá / 福舍）
- クアンタイン（Quán Thánh / 舘聖）
- タインコン（Thành Công / 成功）
- チュックバック（Trúc Bạch / 竹帛）
- ヴィンフック（Vĩnh Phúc / 永福）

## ギャラリー

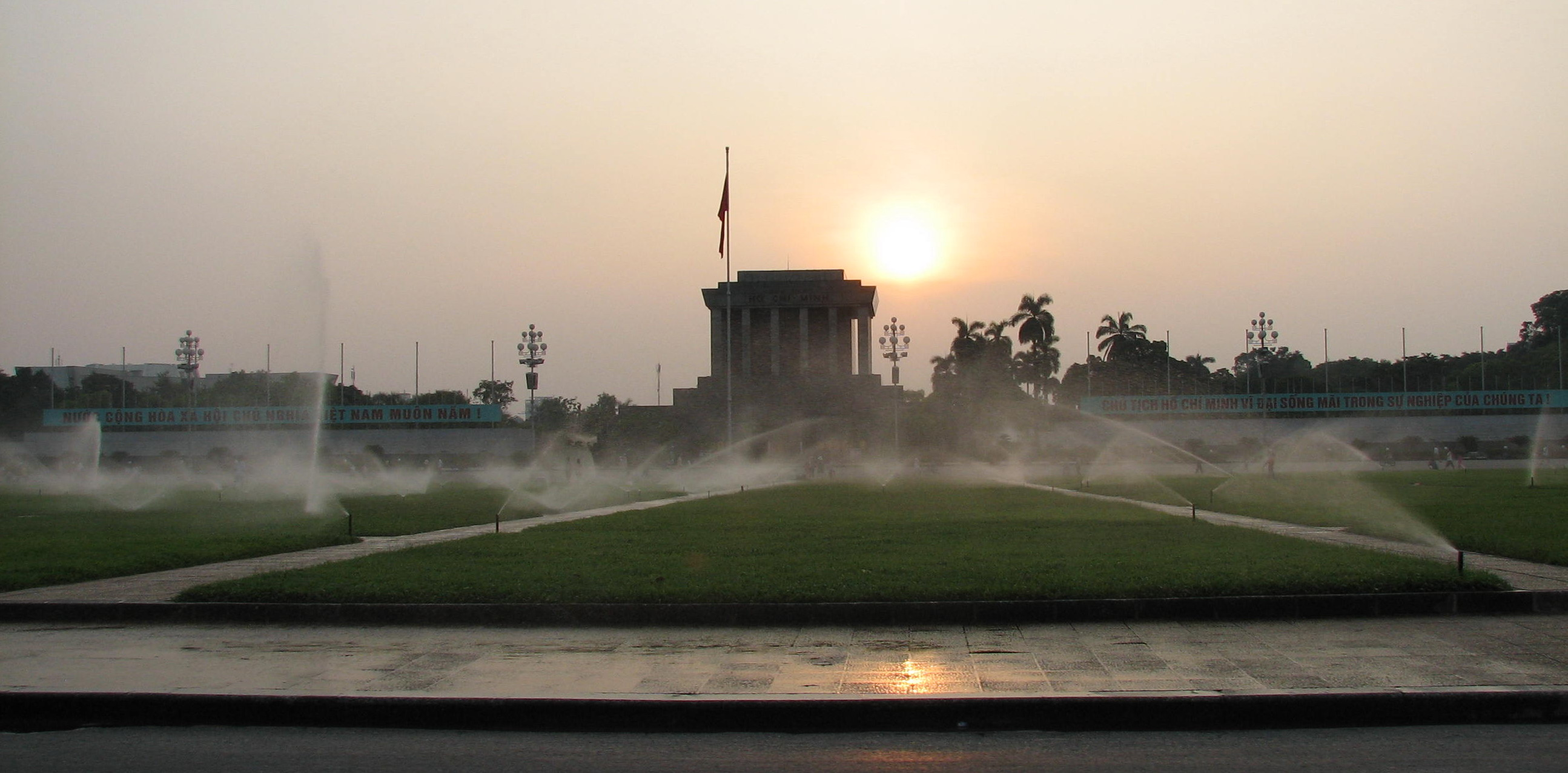
バディン広場とホー・チ・ミン廟
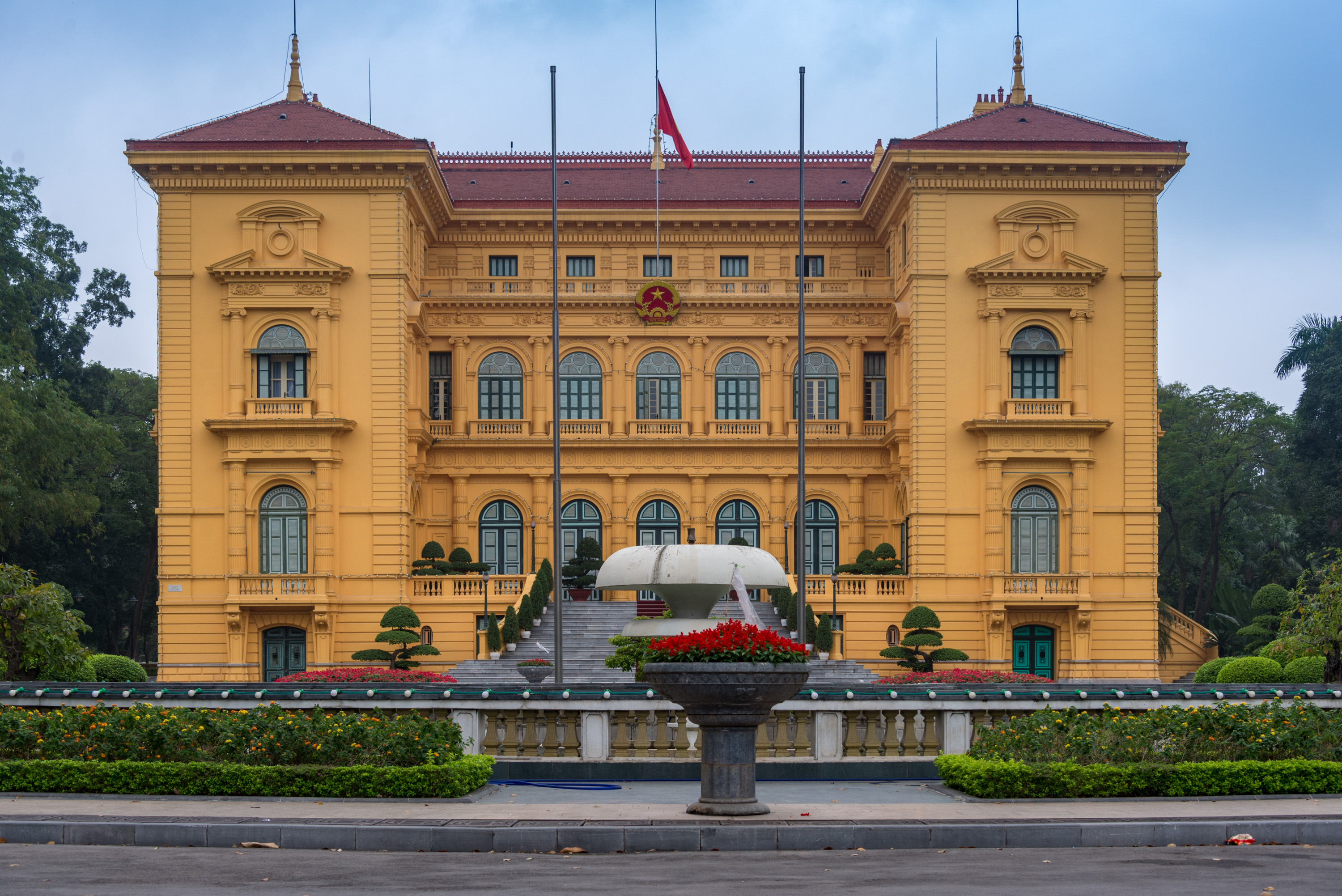
主席宮殿
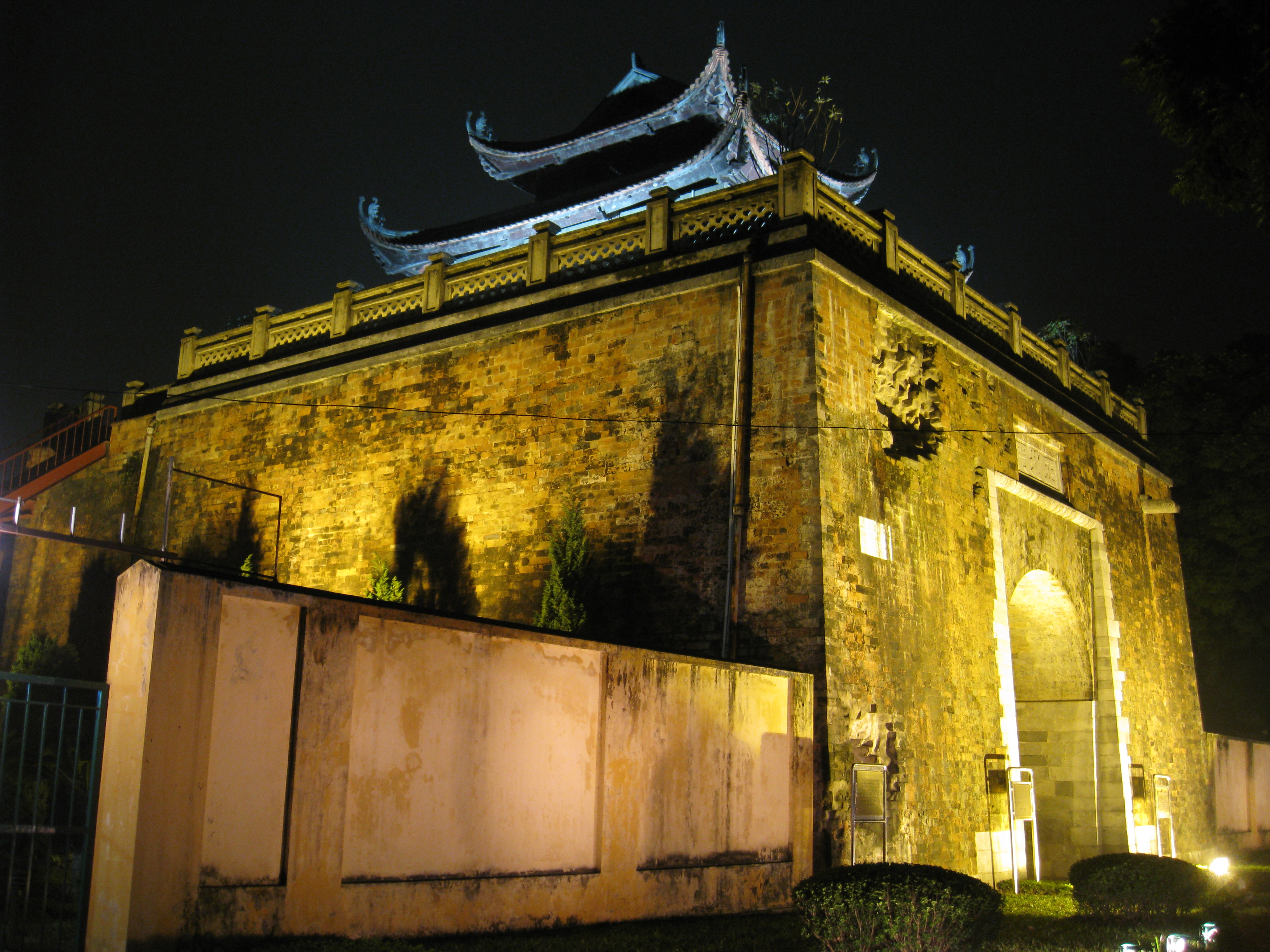
タンロン遺跡
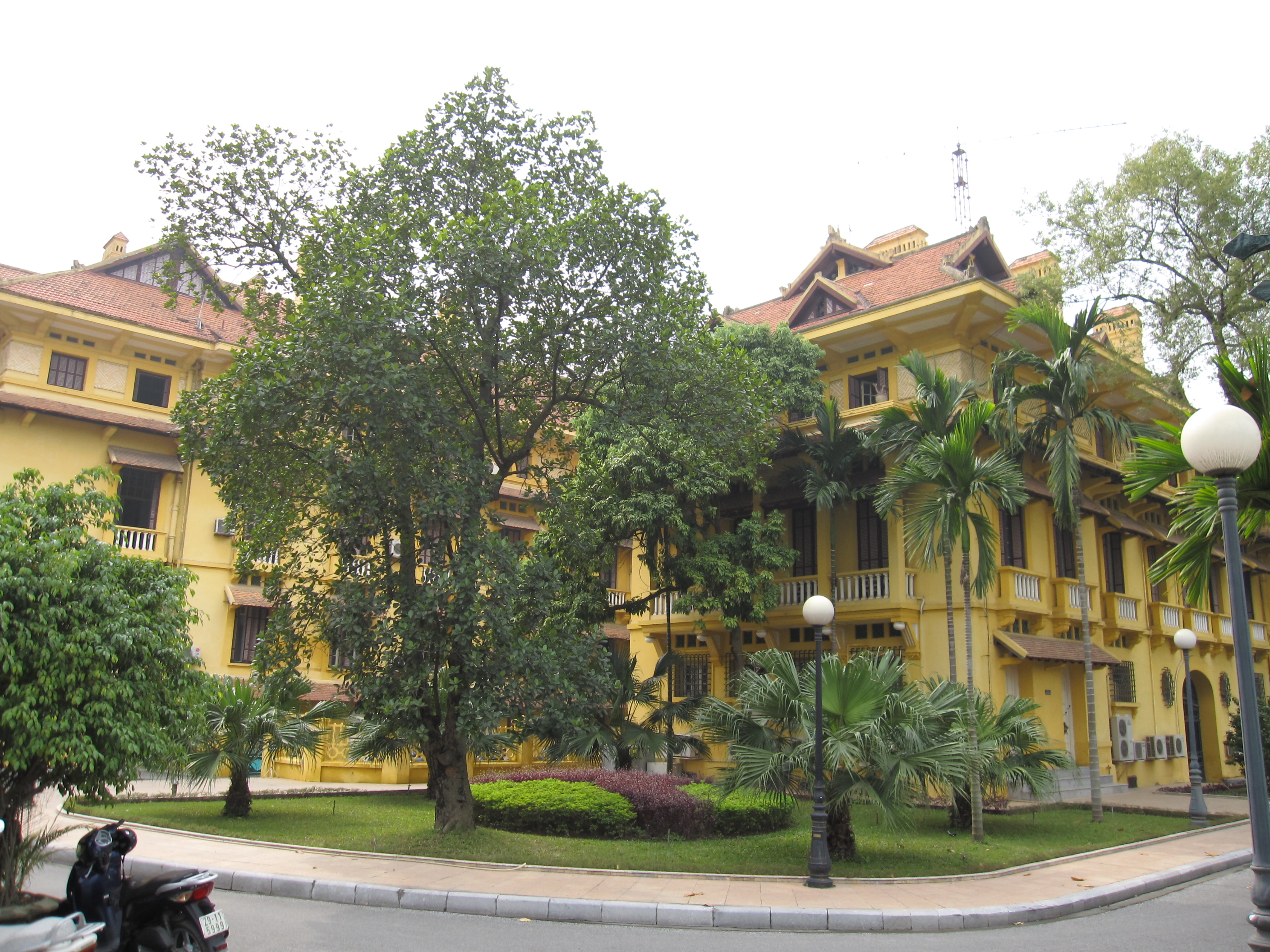
外務省
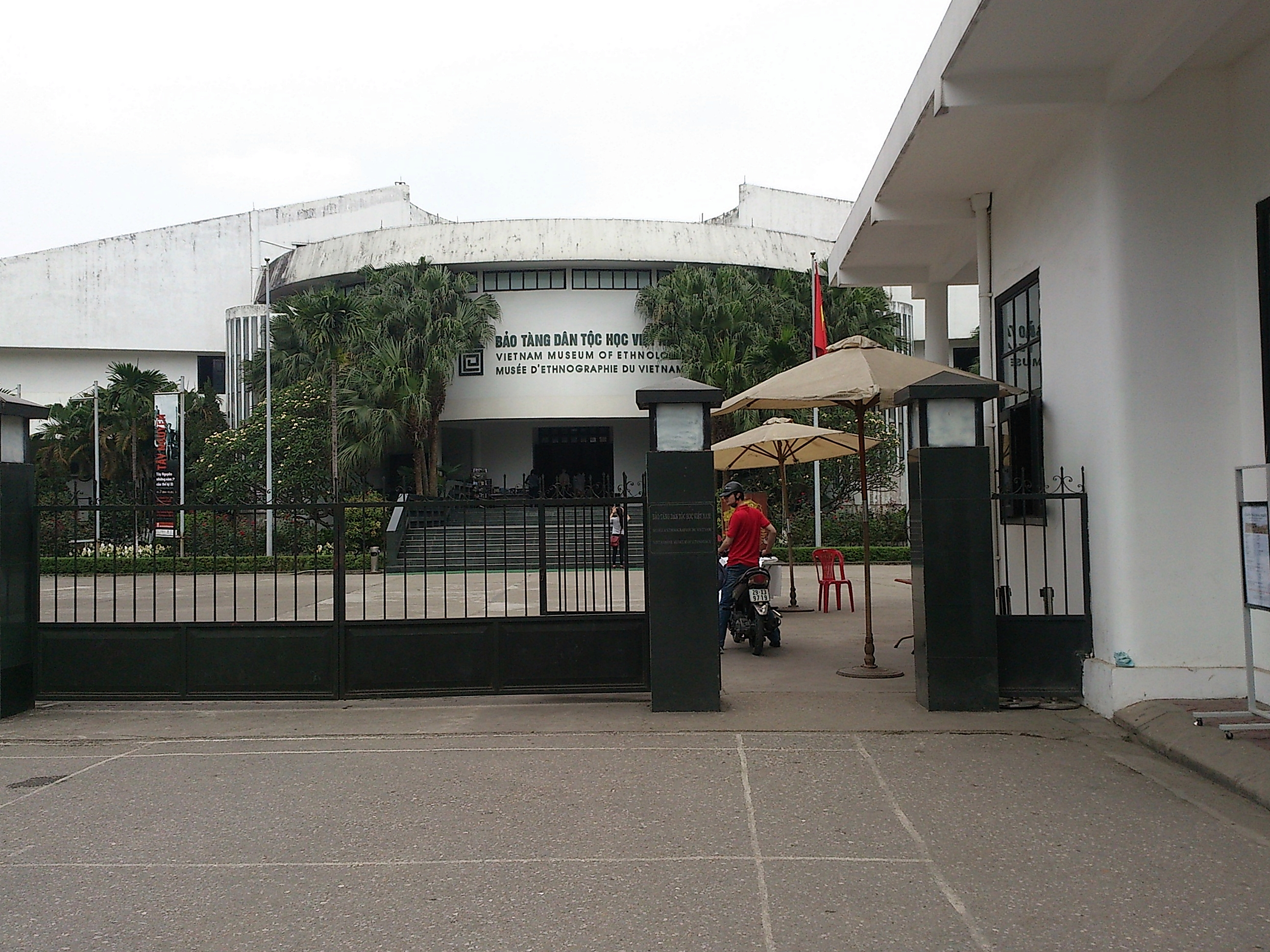
ベトナム民族学博物館
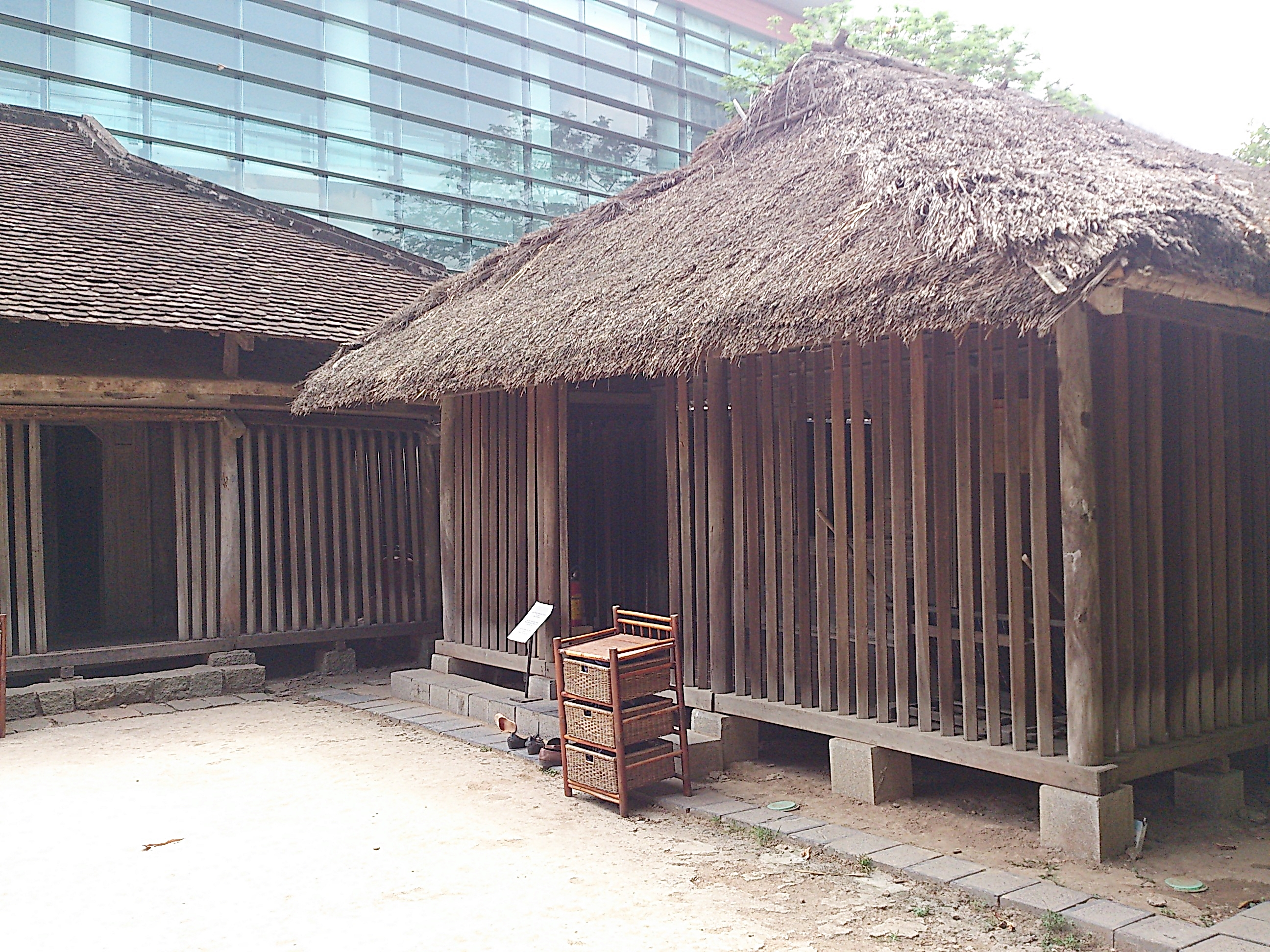
移築されたベトナムの古民家